# Смех
Смех — одна из реакций человека на внутренние и внешние стимулы, проявления которой включают в себя специфические звуки и непроизвольные движения мышц лица и дыхательного аппарата. Смех может быть вызван такими раздражителями как щекотка и юмористическая ситуация или образ, в некоторых случаях смех может быть реакцией на нервное напряжение (нервный смех) или быть признаком психического расстройства. Совместный смех является действенным фактором социализации, коммуникативности.
В ответ на щекотку смеётся не только человек, но и человекообразные обезьяны. Смех у них отличается от человеческого, но тем не менее он узнаваем. Также в конце XX века появились данные о том, что и крысы при щекотке издают определённый ультразвуковой сигнал с частотой 50 кГц.
Юмор и смех на первый взгляд образуют неразрывное единство: стимул и реакция. Однако связь между ними далеко не проста. Находясь в одиночестве, люди могут оценивать какие-то стимулы как весьма смешные, но при этом не смеяться.

## История изучения
Вопрос о природе смеха и юмора на протяжении веков является предметом исследований философов и учёных. Сегодня он рассматривается различными науками, в рамках которых сформировалось множество концепций генезиса и восприятия комического.
Платон в диалоге «Филеб» подчёркивал, что смех над «смешными свойствами друзей» обусловлен сочетанием удовольствия и зависти со стороны смеющегося.
Впервые идея о двух принципиально различных видах смеха была высказана Дж. Битти, который назвал смех от щекотки «животным», а смех, вызванный психологическими причинами, — «сентиментальным». Так возникла дуалистическая концепция смеха.
Г. Вайсфелд считал, что щекотка и юмор — два вида приятной и полезной стимуляции. Если польза от щекотки состоит в тактильной стимуляции (как известно, её дефицит приводит у младенцев к психическим расстройствам), то ценность юмора заключается в когнитивной стимуляции. Смех объекта щекотки первоначально был знаком благодарности и служил для щекочущего, а затем и для «юмориста» наградой, приятным социальным сигналом.
Жан Поль писал: «Люди сначала смеялись, — а потом появились комики». Поддерживая эту точку зрения, А. Г. Козинцев считает, что в филогенезе, как и в онтогенезе, смех появляется гораздо раньше юмора. Он представляет собой древний (докультурный) врождённый сигнал, тогда как юмор — явление культуры, возникшее на базе того поведения, частью которого был (и, судя по всему, остаётся) этот сигнал. Р. Провайн считает, что люди более 2000 лет безуспешно бьются над тем, почему же юмор смешит, по причине того, что они переоценивают роль юмора как якобы главного способа вызывания смеха, и недооценивают роль смеха как самостоятельного феномена.

## Классификация
- Юмористический смех
- Социальный смех (от возбуждения)
- Ликующий (знак победы или избытка сил)
- Смех от облегчения (нервная разрядка)
- Смех смущения или беспокойства (защитный механизм)
- Истерический
- Физиологический (вызванный наркотическими веществами, щекоткой)
- Патологический (при душевной болезни или прямой стимуляции мозга)
- Ритуальный (искусственный)

И многие другие.

## Социальное значение
У человека смех коррелирует с дружелюбием, и, как ни странно, с агрессией — его рассматривают как игровую форму поведения, в которой может быть заложена скрытая угроза: «Смотри, что я могу сделать с тобой, но не сделаю».
Отсюда становится понятным происхождение словосочетаний «издевательский смех», «угрожающий смех».

### Изучение смеха
Изучением смеха, юмора и его влияния на организм человека занимается раздел психиатрии — гелотология (от др.-греч. γέλως — смех). К феномену смеха обращаются также философы (Аристотель, Анри Бергсон, Л. В. Карасёв и другие). Например, Кант даёт следующее определение:
Смех есть аффект от внезапного превращения напряжённого ожидания в ничто

## История смеха
По данным современных этологических исследований, смех, видимо, возник у общих предков человека и человекообразных обезьян более 10 млн лет назад. В этой же работе показано, что вокализация при смехе, вызванном щекоткой у детёнышей обезьян, гораздо более похожа на человеческую, чем полагали ранее.